# Тепловая электростанция «8 ноября»
Тепловая электростанция «8 ноября» — электростанция в Азербайджане. Расположена в г. Мингечевир на территории Азербайджанской ТЭС.

## Общие сведения
Строительство начато в 13 февраля 2023 года. Проект электростанции подготовлен ОАО «Азерэнержи».
На электростанции установлены 4 газовые турбины по 320 МВт, 4 генератора, 4 утильных котла и 4 трансформаторных блока.
Изначальная мощность электростанции — 1280 МВт. В газовых турбинах отработанный газ путем утилизации превращает воду в пар. Вследствие этого общая мощность электростанции достигает 1880 МВт.
Ежегодное производство составит 12,5 млрд киловатт-часов.
Электростанция позволяет экономить от 0,8 до 1,2 млрд м3 газа.
Строительство осуществлено местными компаниями. Контроль осуществлялся компанией «AFRY». Проектирование осуществлено испанской компанией «IDOM». Газовые турбины и генераторы произведены «Ansaldo Energia» (Италия).
Утильные котлы и трансформаторные блоки поставлены «Dongfang Electric Corporation» (Китай).
Станция интегрирована с системой управления SCADA.
Ввод в эксплуатацию состоялся 24 июня 2025 года.